# Ранькя дамбис
Ра́нькя да́мбис (латыш. Raņķa dambis, историческое русское название Ранкова дамба) — магистральная улица в Курземском районе города Риги, в историческом районе Агенскалнс. Начинается от бульвара Узварас, пролегает в северо-западном направлении: вдоль парка Победы, по юго-западной границе Кливерсалы, затем по берегу Агенскалнского залива (пересекая Марупите у её устья) и Зунда. В районе церкви Святого Мартина соединяется с улицей Даугавгривас, ведущей далее на север.
Согласно официальным сведениям, общая длина Ранькя дамбис составляет 901 метр; фактически же — почти вдвое больше. На всём протяжении улица асфальтирована и имеет по 2-3 полосы движения в каждом направлении. В дальней своей части состоит из двух проезжих частей, разделённых зелёной зоной, а местами и застройкой. По улице проходит маршрут автобуса № 3 и троллейбуса № 9.

## История
«Ранкова дамба», или «Ранкская плотина», упоминается с XVIII века и получила название от фамилии латышских рыбаков и перевозчиков Ранькисов, хутор которых находился здесь. По насыпи дамбы проходила дорога на Дюнамюнде (Даугавгриву). Исторически дамба начиналась от улицы Акменю, но в 1868 году в начале дамбы, по чётной стороне нынешнего бульвара Узварас, была построена конечная станция Митавской железной дороги (позднее — товарная станция «Торенсберг»), что сделало улицу короче и отрезало её от улицы Акменю. Рядом располагались Навигационная школа и госпиталь для моряков.
В 1936 году Ранькя дамбис переименована в бульвар Намейша (латыш. Nameiša bulvāris) — в честь средневекового правителя земгалов Намейсиса, в 1938 году это название скорректировано в «бульвар Намея» (латыш. Nameja bulvāris). В годы немецкой оккупации (1942—1944) было восстановлено название Raņķa dambis (нем. Rancks Damm), с 1944 — вновь бульвар Намея, с 1950 — бульвар Маяковского, а в 1990 году снова вернулось первоначальное название.
Железобетонный мост через Марупите (длина 9 м, ширина 15 м) был сооружён в 1963 году.
В рамках строительства железнодорожной линии Rail Baltica планируется сооружение автомобильно-трамвайного тоннеля под путями станции Торнякалнс, соединяющего Ранькя дамбис и Виенибас гатве.

## Застройка
Застройка улицы крайне эклектична: здесь встречаются и памятники архитектуры начала XX века — дом № 14 (1912, архитектор Я. Алкснис), дом № 31 (1902, архитектор Вильгельм Хоффман) — и советские «хрущёвки» (начало улицы), и современные высотные здания: самое высокое жилое здание Латвии — «Zunda Towers» (дом № 30) и жилой комплекс «Filozofu Rezidence» (дом № 34).
Своеобразной достопримечательностью улицы является пересекающий её «мост в никуда», строительство которого остановилось 15 лет назад.

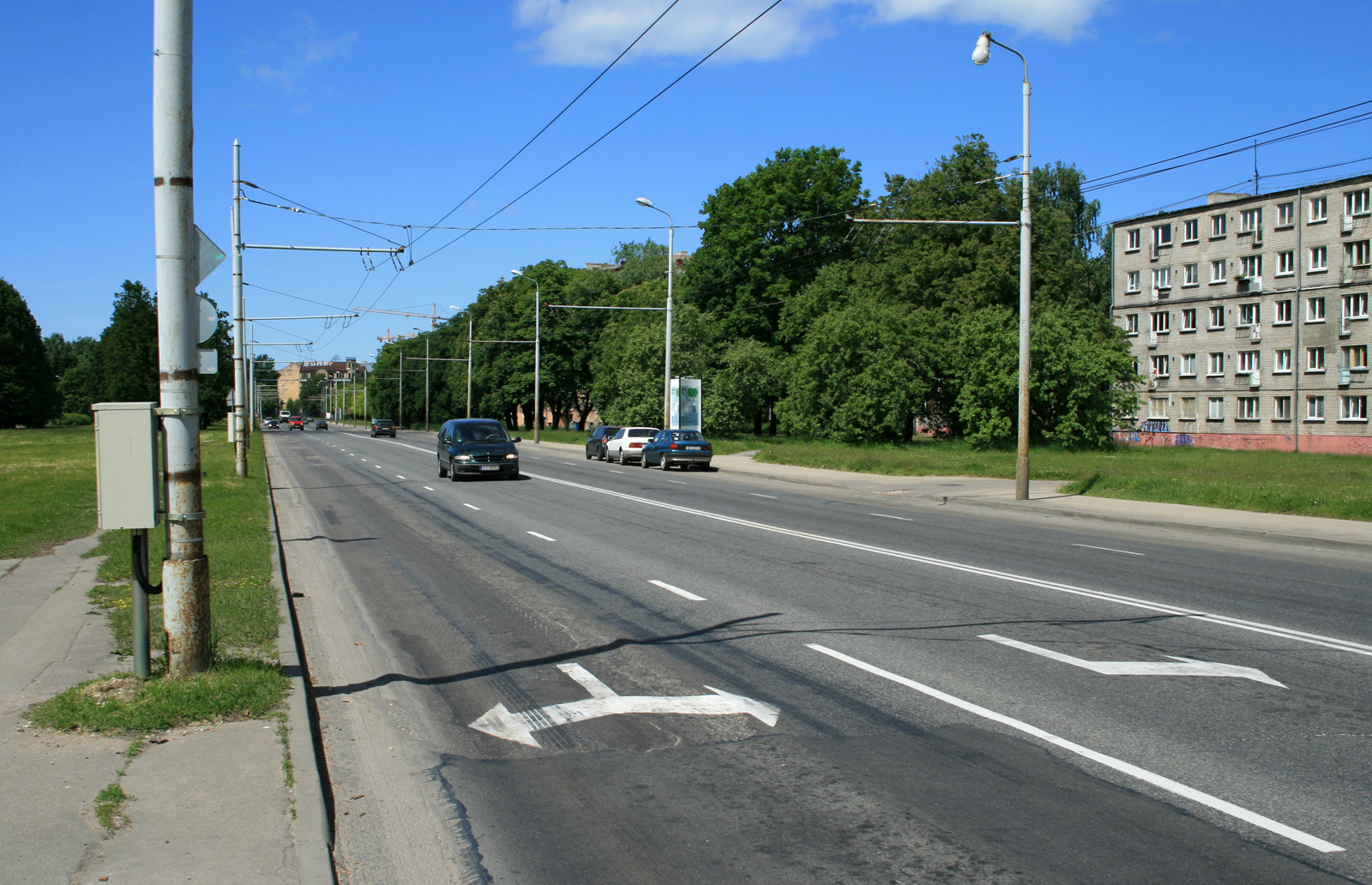
Начало улицы
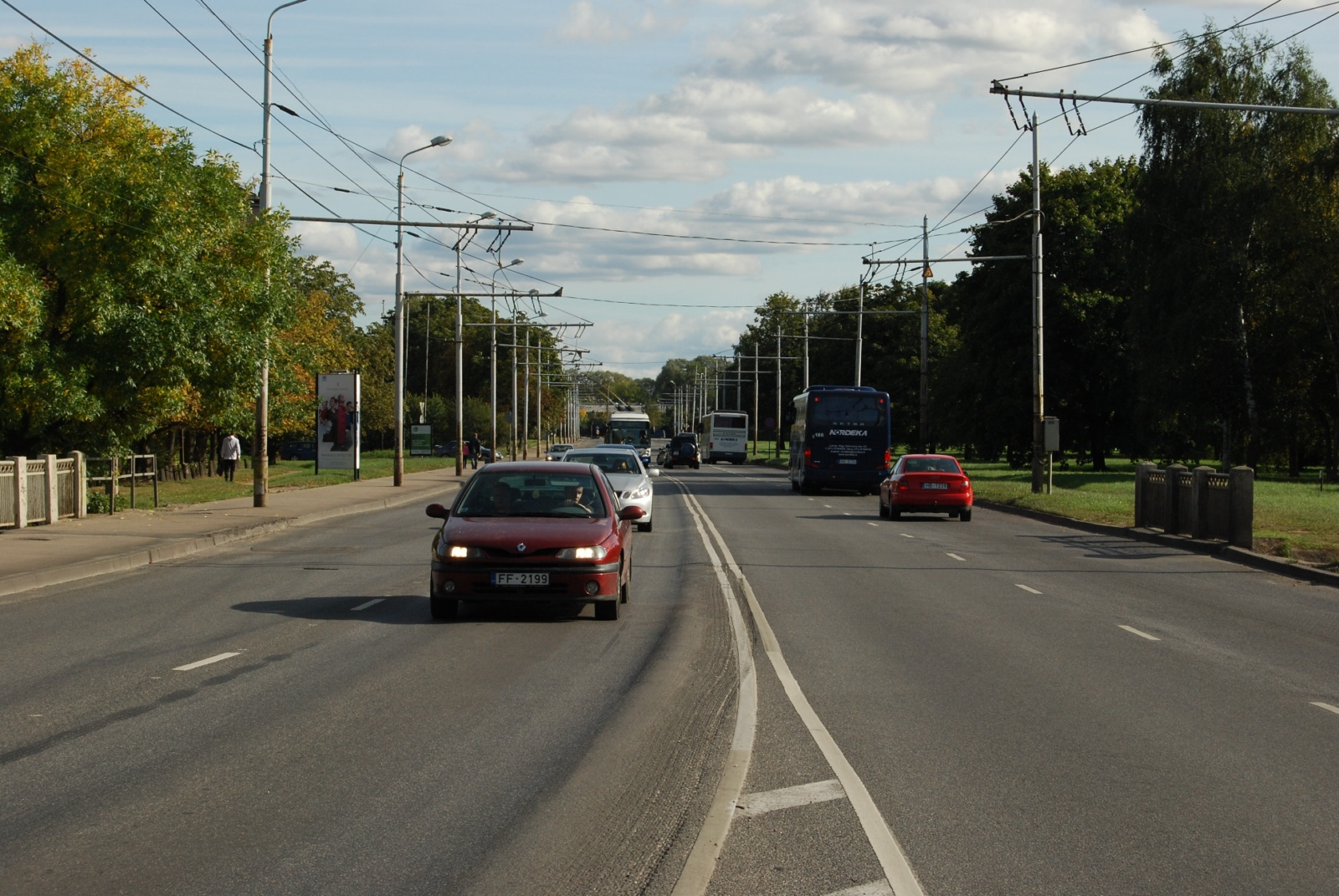
У моста через Марупите
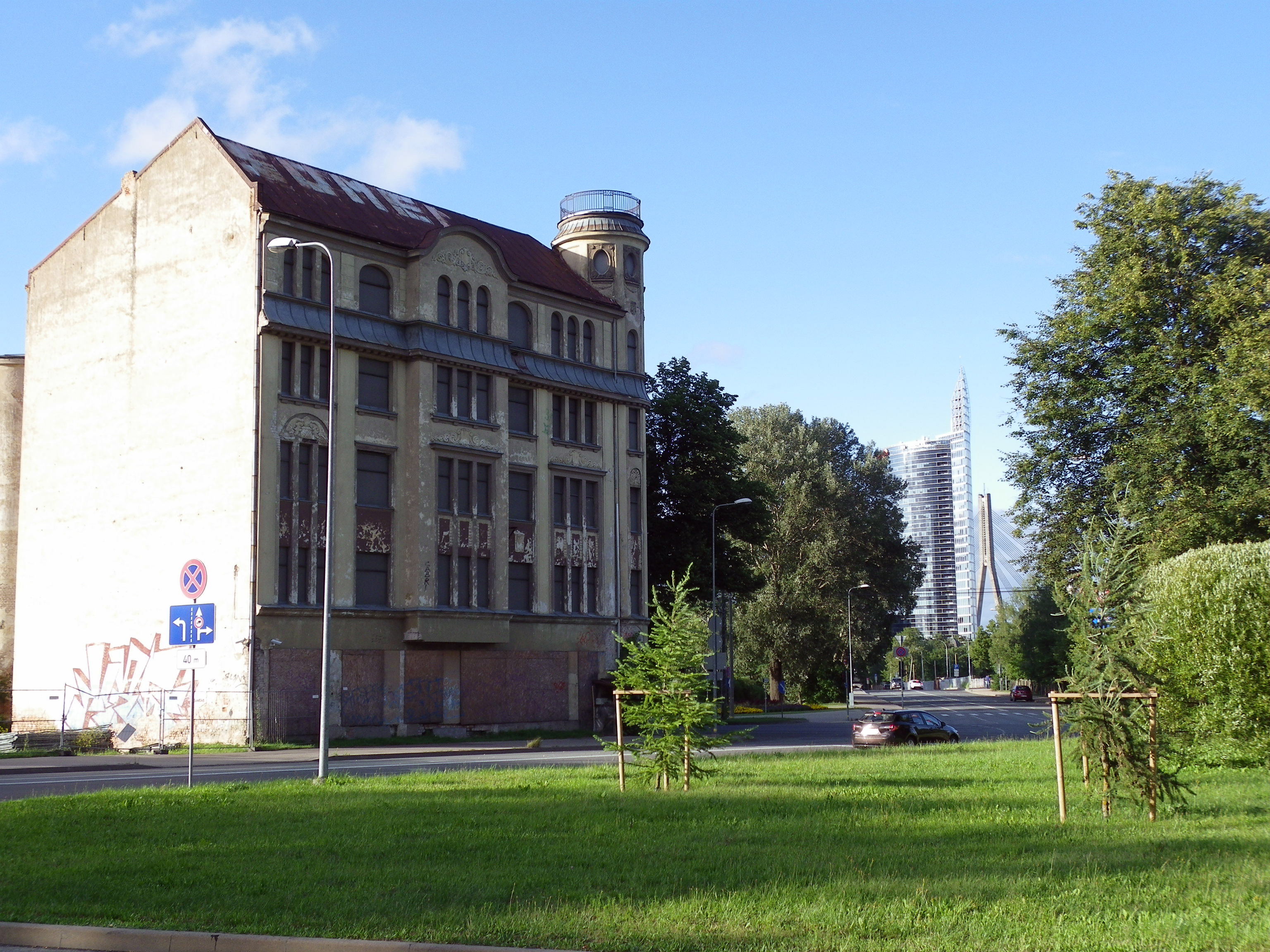
Вид на дом № 14
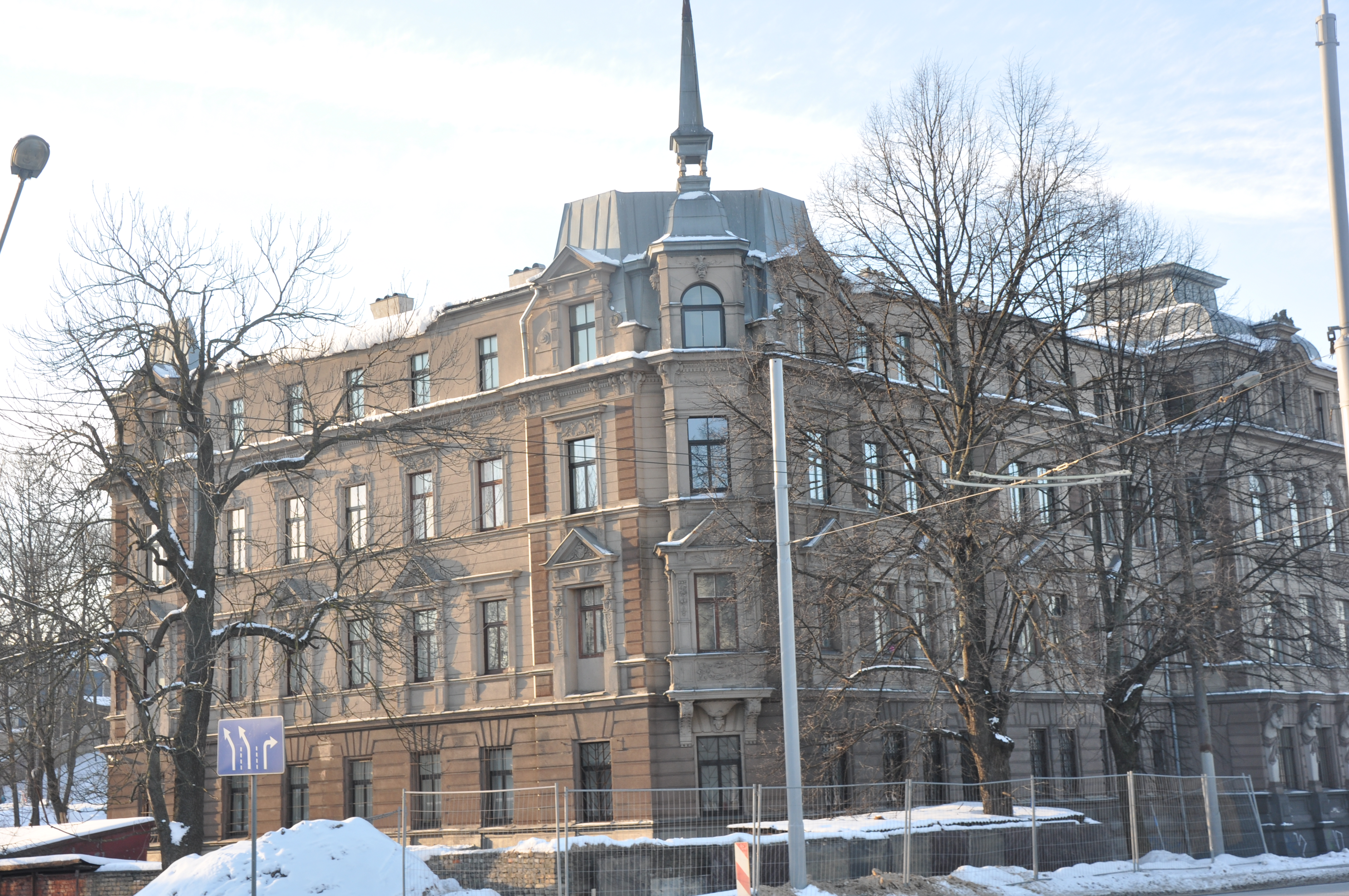
Дом № 31
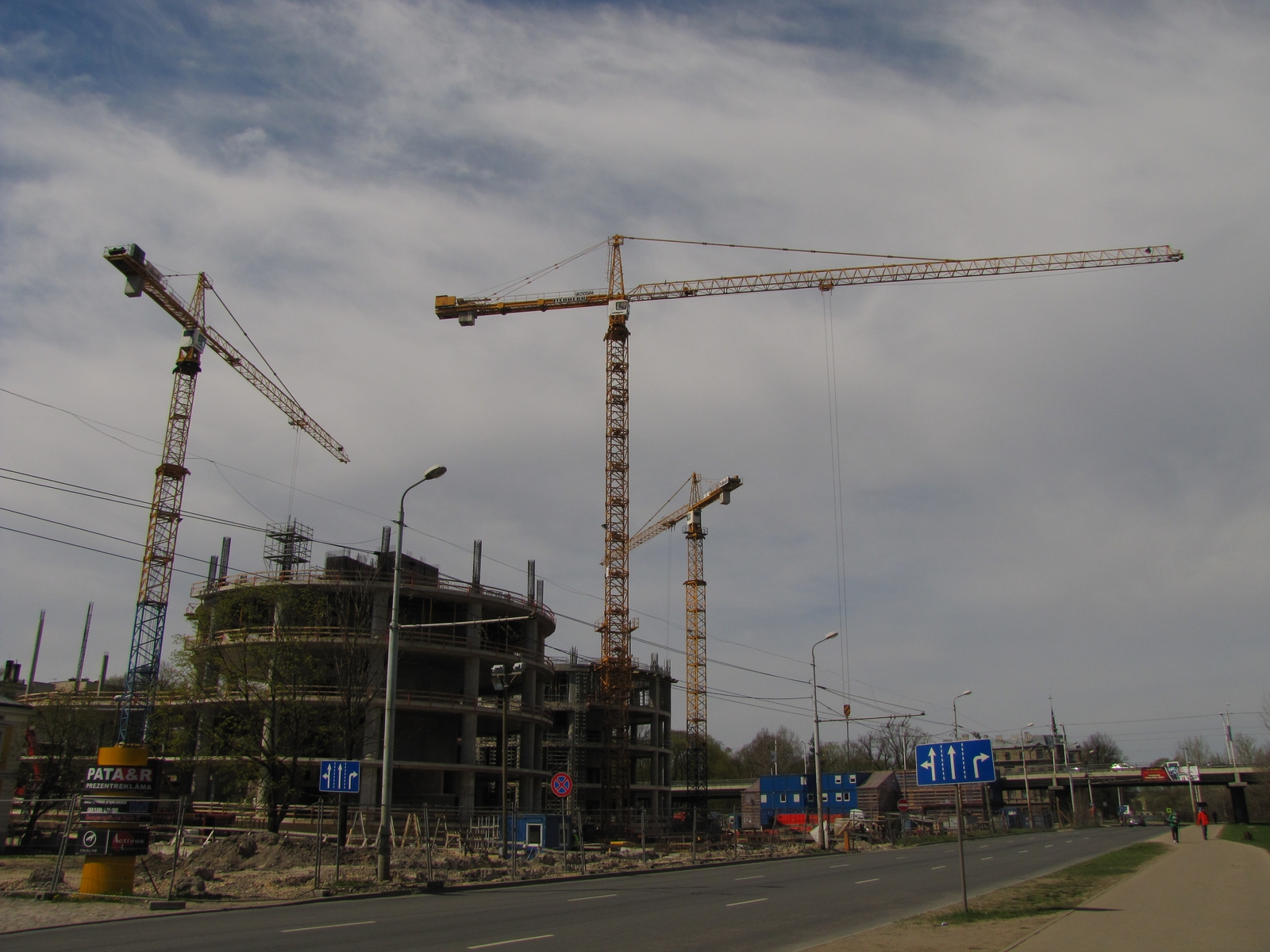
Начало строительства Zunda Towers
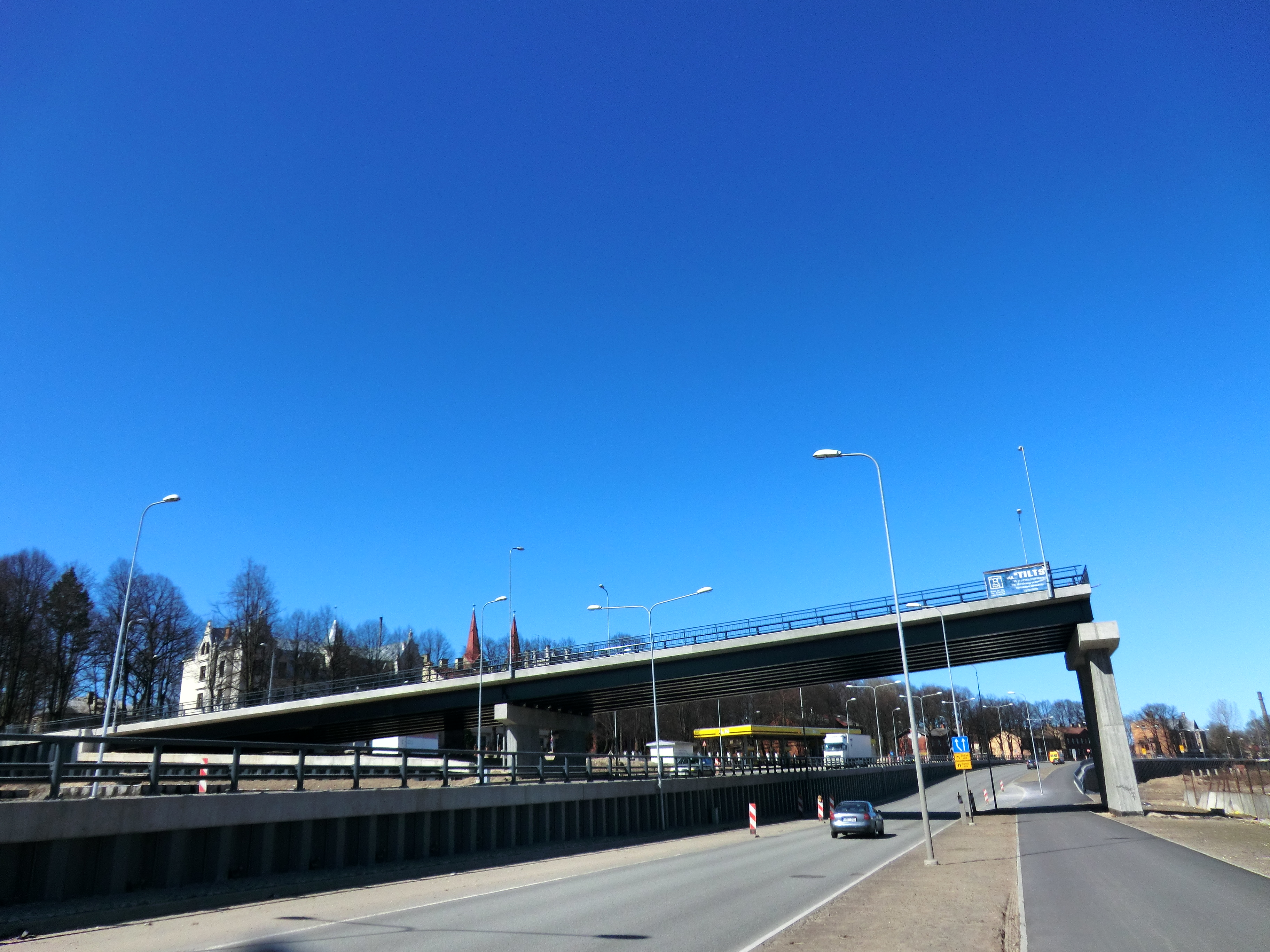
«Мост в никуда»

## Прилегающие улицы
Ранькя дамбис пересекается со следующими улицами:
- бульвар Узварас
- улица Триядибас
- бульвар Александра Грина
- улица Даугавгривас
- улица Межа
- Баласта дамбис
- улица Калнциема
- улица Кришьяня Валдемара (развязка в двух уровнях)
- набережная Намея
- улица Даугавгривас